# Samira Bawumia
Pour les articles homonymes, voir Bawumia.
Hajia Samira Bawumia, née le 20 août 1980, est une femme politique ghanéenne.

## Biographie

### Enfance, éducation et débuts
Fille de Alhaji Ahmed Ramadan, ancien président de la People's National Convention, et d'Hajia Ayesha Ramadan, seule fille dans une fratrie de 6 enfants, elle effectue des études supérieures en droit et en sociologie à l'université des sciences et technologies Kwame Nkrumah (KNUST). Elle est nommée meilleure étudiante en Master of Business Administration (MBA) à l'Institut ghanéen de gestion et d'administration publique (GIMPA).

### Carrière
Rentrant dans la vie politique ghanéenne, elle prend ses distances par rapport à la famille politique de son père, devenant une figure du Nouveau Parti patriotique,,,. Elle incarne une des voix de l'opposition au président John Dramani Mahama. 

## Vie privée
En 2004, elle devient l'épouse de Mahamudu Bawumia qui devient en janvier 2017, vice-président de la République,.
Elle parle couramment l'éwé, le ga, le twi, le fanti et le mamprusi.